# الإعلام في إيران

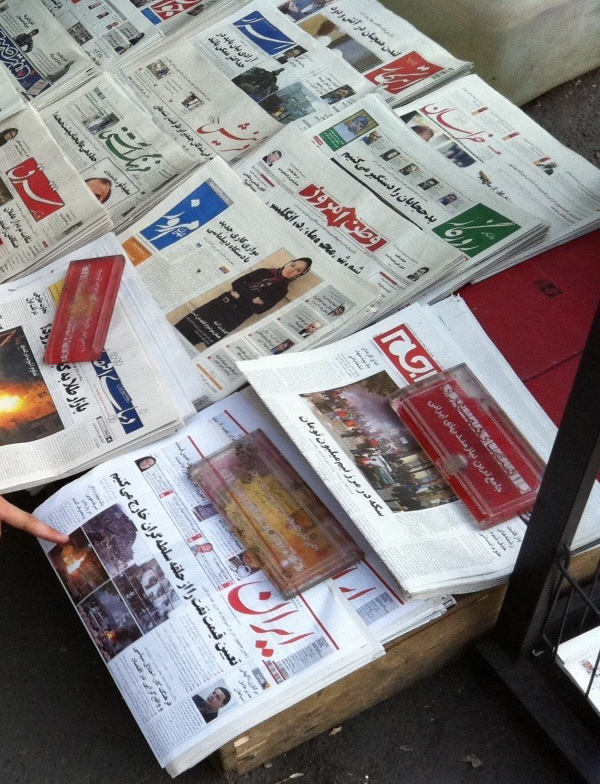
مجلات إيرانية

وسائل الإعلام الإيرانية مملوكة للقطاع الخاص والعام لكنها تخضع للرقابة الحكومية. اعتبارًا من عام 2016، أصبح لدى إيران 178 صحيفة و83 مجلة و15000 موقع معلومات ومليونا مدونةٍ. تتمتع محكمة خاصة بسلطة مراقبة وسائل الإعلام المطبوعة ويجوز لها تعليق النشر أو إلغاء تراخيص الأوراق أو المجلات التي ترى هيئة المحلفين أنها مذنبة لنشر مواد معادية للدين أو تشهير أو معلومات تضر بالمصلحة الوطنية. يحظر على وسائل الإعلام الإيرانية انتقاد المذاهب الإسلامية (كما تفسرها الحكومة الإيرانية).[بحاجة لمصدر]
تُنشر معظم الصحف الإيرانية بالفارسية، لكن الصحف بالإنجليزية ولغات أخرى موجودة أيضًا. توجد الدوريات الأكثر انتشارًا في طهران. تشمل الصحف اليومية والأسبوعية الشعبية إيران وطلات وكيهان وحمشهري ورسالات. إيران اليومية وطهران تايمز كلاهما أوراق اللغة الإنجليزية. أكبر شركة إعلامية في إيران هي إذاعة جمهورية إيران الإسلامية (IRIB). فاينانشال تريبيون هي المجلة الاقتصادية الرئيسية للغة الإنجليزية (على الإنترنت). إيران فرونت بيج (IFP News) هو موقع إخباري إنجليزي يوفر للجمهور النسخة الإنجليزية من أحدث الأخبار والآراء من إيران التي تنشرها وسائل الإعلام الفارسية الإيرانية.
يوجد عدد من البرامج الأجنبية في البلاد، بما في ذلك برامج اللغة الفارسية من كول إسرائيل وراديو فاردا. ومع ذلك، تميل هذه البرامج إلى مواجهة التشويش الراديوي العرضي. تنخرط الحكومة في برامج الرقابة على أي شيء يختلف عن لوائح الدولة. يحصل غالبية الإيرانيين - ما يزيد عن 80 في المائة - على أخبارهم من وسائل الإعلام المملوكة للحكومة. تم تقييد أو حظر محاولات إنشاء وسائل إعلام خاصة ومستقلة في إيران، وأعلنت مراسلون بلا حدود أن إيران لديها أكبر عدد من الصحفيين المسجونين في الشرق الأوسط. وفقًا للدستور الإيراني لعام 1979، يجب أن تتم جميع عمليات البث حصريًا من قبل الحكومة، وفي عام 1994 حظرت الجمهورية الإسلامية استخدام القنوات الفضائية. ومع ذلك، فإن أكثر من 30 بالمائة من الإيرانيين يشاهدون القنوات الفضائية.
تشمل وسائل الإعلام الإيرانية:
- وكالات الأنباء الإيرانية
- الصحف الإيرانية
- المدونات الإيرانية
- المجلات باللغة الفارسية
- المحطات التلفزيونية باللغة الفارسية (ليست كلها إيرانية)

## روابط خارجية
الحكومات
- الموقع الرسمي لوزارة الثقافة والإرشاد الإسلامي في إيران
- وزارة الثقافة والإرشاد الإسلامي في إيران - الموقع الرسمي لمكتب الإعلام الأجنبي - الحصول على ترخيص إعلامي وصحفي من إيران

العام
- قائمة وسائل الإعلام الفارسية (الإيرانية) على الإنترنت عبر Gooya
- Gooyauk - موارد وسائل الإعلام الإيرانية
- إيران ميديا - قائمة المواقع الإعلامية ووكالات الأنباء
- الجهاني[وصلة مكسورة] - قائمة القنوات الفضائية الفارسية
- "Iran Media Guide". Tehran Bureau. 2009. مؤرشف من الأصل في 2019-10-06.
- مونرو برايس (المحرر). "Iran Media Program". جامعة بنسيلفانيا, Annenberg School for Communication, Center for Global Communication Studies. مؤرشف من الأصل في 2019-09-05. Collaborative network designed to enhance the understanding of Iran's media ecology
- الحصول على إيران آخر الأخبار - صحيفة Financialtribune
- رصد وسائل الإعلام في إيران
- "Media Landscapes: Iran"، Medialandscapes.org، Netherlands: European Journalism Centre، مؤرشف من الأصل في 2024-11-25

أشرطة فيديو
- الإعلام في إيران - الجزء الأول الجزء الثاني الجزء الثالث - PressTV
- نظرة قريبة على الإعلام الإيراني - PressTV
- صحف في إيران - PressTV (2011)
- معرض الصحافة الدولي الثامن عشر في إيران - PressTV (2011)
- حرب وسائل الإعلام ضد إيران - PressTV (2012)